# Something Special (musikalbum)
Something Special är det första samlingsalbumet av den italienska pop-artisten Sabrina Salerno, utgivet av Mega Records år 1988.
Detta album innehåller två versioner av Sabrinas storsäljare "Boys (Summertime Love)", samt de två nya singlarna "All of Me (Boy Oh Boy)" och "My Chico".

## Låtlista
1. Multimegamix – 6:47
2. My Chico (P.W.L. Mix) – 6:10
3. Boys (Summertime Love) (Extended Mix) – 5:40
4. Hot Girl (Dub Version) – 7:03
5. Lady Marmalade (12" Remix) – 5:32
6. All of Me (Boy Oh Boy) (P.W.L. Mix) – 6:01
7. The Sexy Girl Mix for Boys and Hot Girls – 6:39
8. My Sharona (Extended Mix) – 5:07
9. My Chico – 3:30
10. All of Me (Boy Oh Boy) (Extended Mix) – 5:53
11. Hot Girl (New Version) – 3:28
12. Boys (Summertime Love) (Dub Mix) – 5:40
13. Sexy Girl – 3:20
14. My Chico (Dub House Mix) – 3:30